# John Exley
John Onins Exley (Filadelfia, 23 maggio 1867 – Milford, 27 luglio 1938) è stato un canottiere statunitense.
Exley partecipò ai Giochi olimpici di Parigi 1900 e Saint Louis 1904 con la squadra Vesper Boat Club di Filadelfia nelle gare di otto. In entrambe le gare vinse la medaglia d'oro.

## Palmarès
| Anno | Manifestazione  | Sede      | Evento | Risultato |
| ---- | --------------- | --------- | ------ | --------- |
| 1900 | Giochi olimpici | Parigi    | Otto   | Oro       |
| 1904 | Giochi olimpici | St. Louis | Otto   | Oro       |